# Yves Rouquette
Yves Rouquette (ur. 29 lutego 1936 w Sète, zm. 4 stycznia 2015 w Camarès) – francuski poeta i pisarz.
Był mężem Marii Rouanet i bratem Joana Larzaca. 

## Twórczość
- L'escriveire public, 1958
- Lo mal de la tèrra, 1960
- Oda a Sant Afrodisi, 1968
- Roërgue si, 1968
- Breiz Atao, 1969
- Messa sens ren pels pòrcs a vendre, 1970
- Joan sens tèrra, 1972
- Roërgue si précédé de Oda a Sant Afrodisi et suivi de Messa pels pòrcs, 1972
- Lo trabalh de las mans, 1976
- Dels dos principis, 1987
- L'escritura, publica o pas, 1988
- Cathares, 1991
- Cellula XIII, 1992
- Midis, 1992
- Sète et son archipel, 1993